# Stephenson 2
Stephenson 2 – gromada otwarta znajdująca się w gwiazdozbiorze Tarczy w odległości około 20 tysięcy lat świetlnych od Słońca.
Gromada jest przesłonięta dla obserwatorów na Ziemi przez pył międzygwiazdowy, została odkryta w 1990 roku na podstawie obserwacji w podczerwieni. Znajduje się u nasady Ramienia Tarczy-Centaura, w miejscu gdzie ramię spiralne łączy się z poprzeczką Drogi Mlecznej. Jest to jedna z najmasywniejszych gromad otwartych Drogi Mlecznej, jej początkowa masa jest szacowana na 40 tysięcy mas Słońca. Zawiera w swoim jądrze aż 26 czerwonych nadolbrzymów, więcej niż jakakolwiek inna gromada, a ok. 35 innych pobliskich gwiazd tego rodzaju ma podobne prędkości ruchu. W gromadzie znajduje się gwiazda Stephenson 2-18, której odległość i jasność wskazują, że jest jedną z największych znanych gwiazd.